# Nanteuil-la-Forêt

Nanteuil-la-Forêt este o comună în departamentul Marne, Franța. În 2009 avea o populație de 231 de locuitori.